# Loch Ewe Distillery
Die Loch Ewe Distillery war eine schottische Brennerei, die angeblich die kleinste legal betriebene Destillerie Schottlands ist. Sie befand sich in Drumchork bei Aultbea am Loch Ewe in den Highlands.

## Geschichte
1997 wurde Frances Clotworthy, geb. Oates, zusammen mit ihrem Mann John Clotworthy, Besitzerin des im 16. Jahrhundert errichteten renovierten Drumchork Lodge Hotels in Aultbea. Später bemühten sie sich, als Ergänzung zum Hotel, um Erteilung einer Lizenz für eine Brennerei, die ihnen aufgrund der erforderlichen Mindestbraumenge von 1.800 Liter zunächst verweigert wurde. Durch eine Gesetzeslücke bekam die Destillerie 2003 trotz einer maximalen Braumenge von 240 Liter nach einem dreijährigen Beantragungsverfahren doch noch eine Lizenz. 10 Minuten nach Lizenzerteilung wurde die Gesetzeslücke geschlossen. Bei der Lizenz handelt es sich dabei um die erste, seit 190 Jahren in Schottland vergebene Privatlizenz dieser Art. Der Gründer John Clotworthy war nach eigenen Angaben bereits zuvor Whisky Ambassador der Scottish Licensed Trade Association, die Schankwirte, Gastwirte, Hoteliers, Nachtlokale, Clubs sowie lizenzierte Händler und Hersteller alkoholischer Getränke vertritt. Das Projekt begann mit einem auf 50.000 Pfund beschränkten Startkapital. Unter dem Slogan Destillerie in einer Höhle (distillery in a cave) wurde eine Garage hinter dem Drumchork Lodge Hotel in eine Destillerie umgebaut. Das Unternehmen Loch Ewe Distillery wurde im November 2005 von John Clotworthy, dem Inhaber des Drumchork Lodge Hotel in Aultbea, gegründet, und nahm im Juli 2006 den Betrieb auf. Das Unternehmen verwendet zwei kleine, durch ein Feuer beheizte Brennblasen, wie sie in Wester Ross bei Schwarzbrennern üblich waren. Sie können jeweils nur 120 Liter Maische pro Brand aufnehmen.
Damit Kursteilnehmer ihren eigenen Kornbrand destillieren können, gibt es dort auch kleinere Brennblasen mit ein oder fünf Liter Fassungsvermögen. Da das Reifungslager nur sehr klein und die Nachfrage vergleichsweise groß ist, wird der Brand normalerweise bereits nach sechs Wochen in 100-ml-Flaschen abgefüllt und verkauft. Seit dem September 2015 wird die Destillerie für einen Mindestpreis von 750.000 Pfund zum Verkauf angeboten, damit sich die derzeitigen Besitzer, John Clotworthy und seine Ehefrau Frances, zur Ruhe setzen können, und wird solange weiter von ihnen  betrieben.
Zum Ende Mai 2017 wurde der Betrieb von Destillerie und Hotel zunächst eingestellt; das Besitzer-Ehepaar Clotworthy hatte nach eigener Angabe beides verkauft, das Hotel geräumt und ist verzogen.

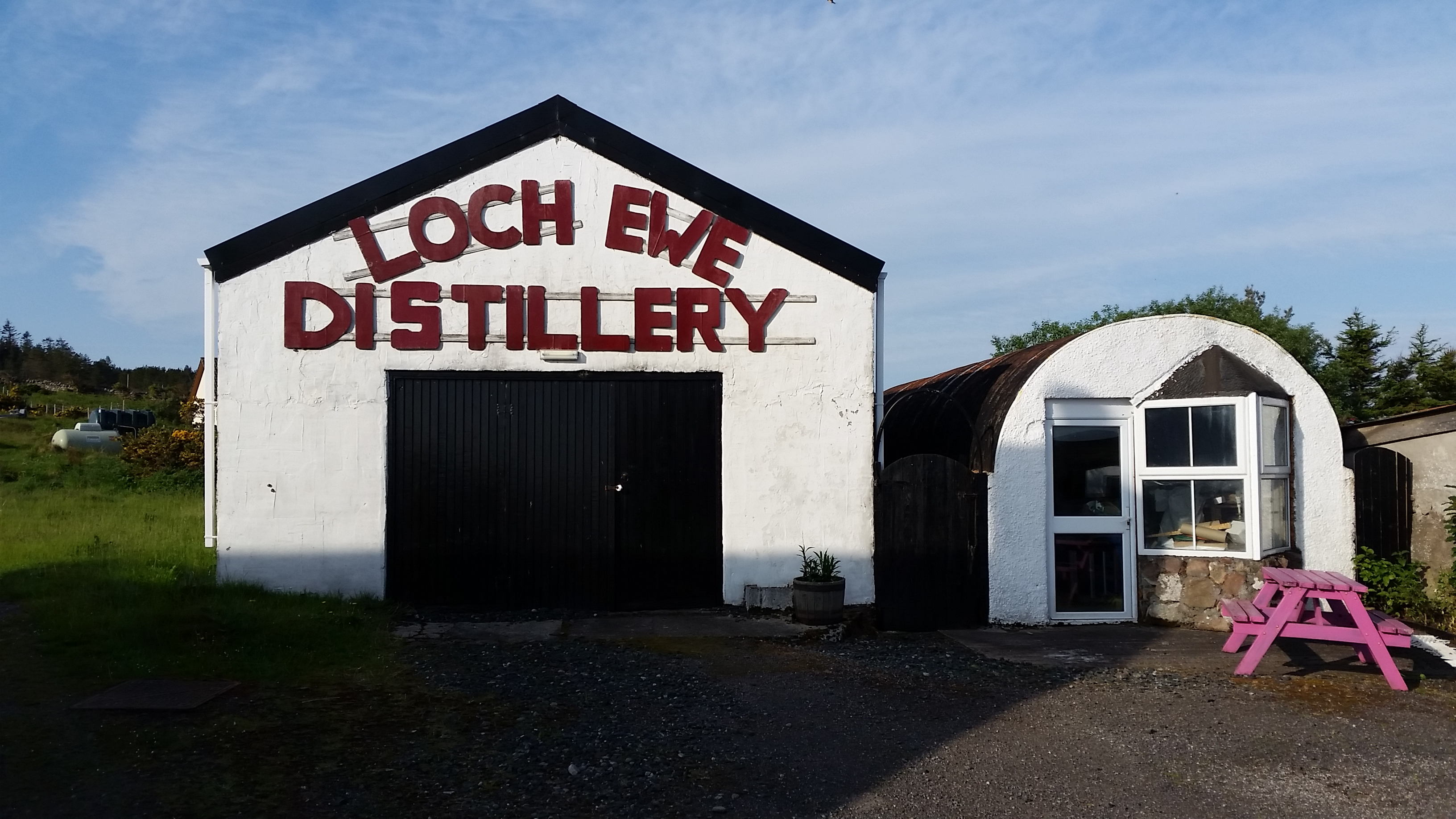

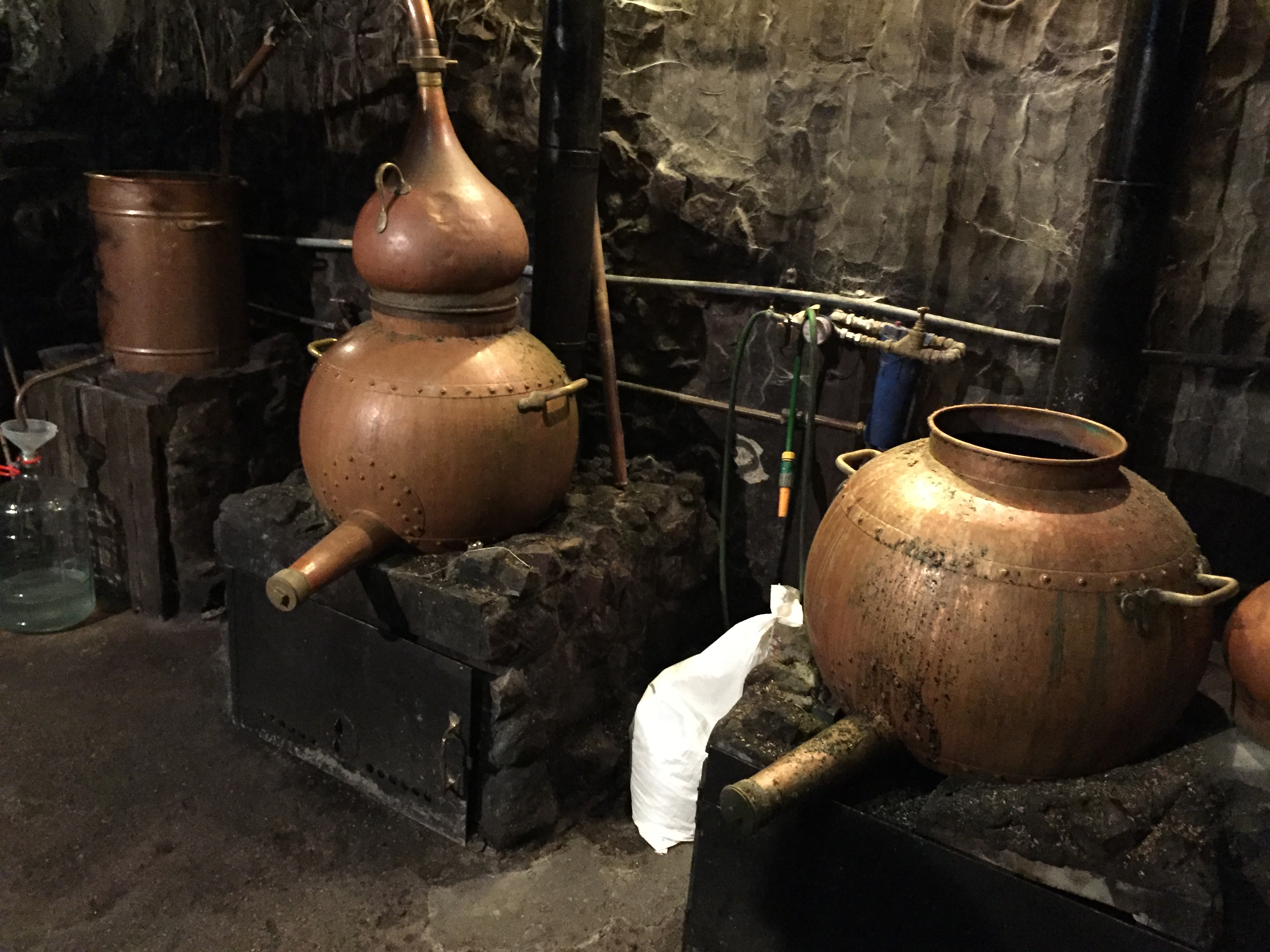

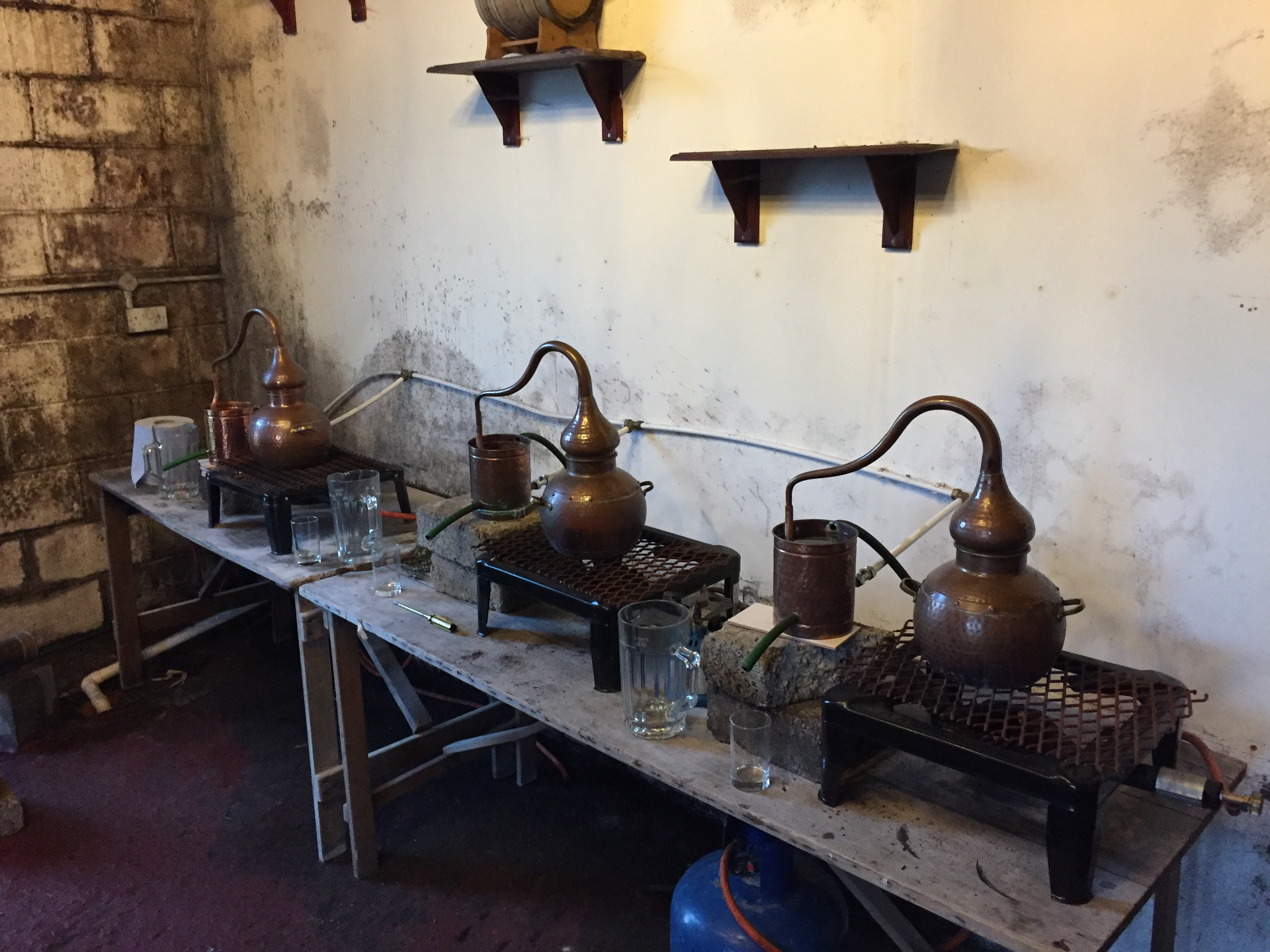